# Okres Grójec
Okres Grójec (polsky Powiat grójecki) je okres v polském Mazovském vojvodství. Rozlohu má 1268,82 km² a v roce 2020 zde žilo 97 979 obyvatel. Sídlem správy okresu je město Grójec.

## Gminy
Městsko-vesnické:
- Grójec
- Mogielnica
- Nowe Miasto nad Pilicą
- Warka

Vesnické:
- Belsk Duży
- Błędów
- Chynów
- Goszczyn
- Jasieniec
- Pniewy

## Města
- Grójec
- Mogielnica
- Nowe Miasto nad Pilicą
- Warka

## Demografie
Počet obyvatel (informace z 30. června 2010):
|         | Celkem | Celkem | Ženy   | Ženy | Muži   | Muži |
|         | Osob   | %      | Osob   | %    | Osob   | %    |
| ------- | ------ | ------ | ------ | ---- | ------ | ---- |
| Celkem  | 97 037 | 100    | 49 221 | 50,7 | 47 816 | 49,3 |
| Město   | 33 164 | 100    | 17 281 | 52,1 | 15 883 | 47,9 |
| Vesnice | 63 873 | 100    | 31 940 | 50,0 | 31 933 | 50,0 |